# Hibernal (Apfel)
Hibernal ist eine Kulturapfelsorte, die in den 1870er- bis 1880er-Jahren in den Vereinigten Staaten und in Russland erstmals erwähnt wurde. Aus Russland kam der Baum nach Mitteleuropa. In Deutschland wird die Sorte wegen ihrer Frosthärte und ihres gleichmäßigen aufrechten Wuchses als Stammbildner in der Obstbaumveredelung genutzt. Er ist auch unter den Synonymen Orsimoi, Orsimui, Osimoe und Romna bekannt.

## Beschreibung

### Baum
Der anspruchslose, stark wachsende Apfelbaum trägt eine ausladende, breitpyramidale Krone. Er bevorzugt einen vollsonnigen Stand auf mäßig trockenem bis frischem Boden. Er ist kaum krankheitsanfällig. Aufgrund von Triploidie kann der Apfelbaum keine Samen bilden und braucht daher Pollenspender. Er blüht von Ende April bis Mitte Mai. Im frühen September können die verhältnismäßig großen Früchte geerntet werden, fallen aber selten vom Baum. Darum sind sie auch bis Januar noch haltbar.

### Frucht
Der verhältnismäßig große bis sehr große Apfel erreicht eine Höhe von etwa 65,5 mm bei einer Breite von etwa 84 mm und ein Gewicht bis zu 200 g. Damit fällt die Frucht breiter aus, ihre Form ist grob unregelmäßig, stielbauchig und die Oberfläche wachsig und rau. Sowohl die Kelch- als auch die Stielgrube sind weit und mitteltief ausgeprägt. Aus dem großen, offenen Kelch ragen mittellange bis lange, breite, aufrecht stehende Blätter. Die tiefe, breite Kelchhöhle ist kegel- bis kegelstumpfförmig. Das mittelgroße Kernhaus liegt mittig in der Frucht, die Wände sind halbmondförmig.
Die Grundfarbe des Hibernals ist weißgelb bis gelbgrün, die Reifefarbe leicht bis mittelstark orange bis braunrot geflammt. Der Apfel ist leicht berostet, besonders flächig im Bereich der Stielgrube. Das delikate, mittelfeste, grobe aber saftige Fruchtfleisch ist weiß bis cremefarben, grünlich geädert, und von saurem, kräftigem Geschmack.

## Verwendung
In Deutschland wird die Sorte wegen ihrer Frosthärte und ihres gleichmäßigen aufrechten Wuchses als Stammbildner in der Obstbaumveredelung genutzt. Aufgrund der immer größeren Temperaturschwankungen im Spätwinter hat der Baum jedoch immer mehr an Frosthärte verloren, weshalb seine Vorteile als Stammbildner gegenüber anderen Apfelbäumen immer mehr sinken. Die Apfelernte verspricht in der Regel einen mittelhohen bis hohen Ertrag. Aus dem Fruchtfleisch wird Most bzw. Saft hergestellt, der Vertrieb ist aber wirtschaftlich kaum von Bedeutung. Der Apfel wird auch gern zum Backen verwendet.